# Konstytucja Prus (1920)
Konstytucja Prus (niem. Verfassung von Preußen) – konstytucja Wolnego Państwa Pruskiego. Uchwalona została i weszła w życie w dniu 30 listopada 1920.
W artykule 1 stwierdzano, że Prusy są republiką i członem Rzeszy Niemieckiej. Językiem urzędowym uznano język niemiecki. Władzą ustawodawczą ustanowiono Zgromadzenie Krajowe (Landtag), wybierane na 4-letnią kadencję. Drugą izbą parlamentu stała się Rada Kraju (Staatsrat), będąca przedstawicielstwem 13 prowincji składających się na Prusy, co nadawało im quasi-federalny charakter. Prowincjom tym przysługiwała liczba głosów proporcjonalna do liczby zamieszkujących je mieszkańców, w ilości 1 głos na każde rozpoczęte 500 tys. mieszkańców, nie mniej jednak niż 3 głosy. Wyjątkiem była 14 prowincja (Hohenzollern), mająca prawo do 1 głosu. Przedstawicieli prowincji do Rady Kraju wybierały sejmy prowincjonalne (Provinziallandtage), z wyjątkiem Berlina, którego reprezentantów wybierała Rada Miejska. 
Władza wykonawcza należała do rady ministrów (Staatsministerium), kierowanej przez premiera (Ministerpräsident), wybieranego przez Zgromadzenie Krajowe. Rada Ministrów powoływała członków Rady Rzeszy w tej części, która nie była zastrzeżona dla pruskich prowincji.